# Urko González de Zárate
Urko González de Zárate Quirós (Vitoria, 20 de marzo de 2001) es un futbolista español que juega de centrocampista en la Real Sociedad de la Primera División de España.

## Biografía
Tras empezar a formarse como futbolista en las categorías inferiores de la Real Sociedad, finalmente fue convocado por el primer equipo en la temporada 2020-21, haciendo su debut el 20 de septiembre de 2020 en un encuentro de Primera División contra el Real Madrid C. F., encuentro que finalizó con un resultado de empate a cero.

## Clubes
| Club                       | País   | Año       | Partidos | Goles |
| -------------------------- | ------ | --------- | -------- | ----- |
| Real Sociedad "C"          | España | 2018-2019 | 22       | 0     |
| Real Sociedad "B"          | España | 2020-2023 | 77       | 0     |
| Real Sociedad              | España | 2020-2025 | 15       | 0     |
| R. C. D. Espanyol (cedido) | España | 2025      | 17       | 0     |
| Real Sociedad              | España | 2025-     |          |       |